# رومولو (لاعب كرة قدم مواليد 1993)
رومولو هو لاعب كرة قدم برازيلي في مركز الدفاع، ولد في 24 يونيو 1993 في ساو باولو في البرازيل. لعب مع جمعية بورتوغيزا الرياضية.

## وصلات خارجية
- رومولو (لاعب كرة قدم مواليد 1993) على موقع قاعدة بيانات كرة القدم.إي يو (الإنجليزية)
- رومولو (لاعب كرة قدم مواليد 1993) على موقع Soccerway.com (الإنجليزية)